# وزارة البيئة (الدنمارك)

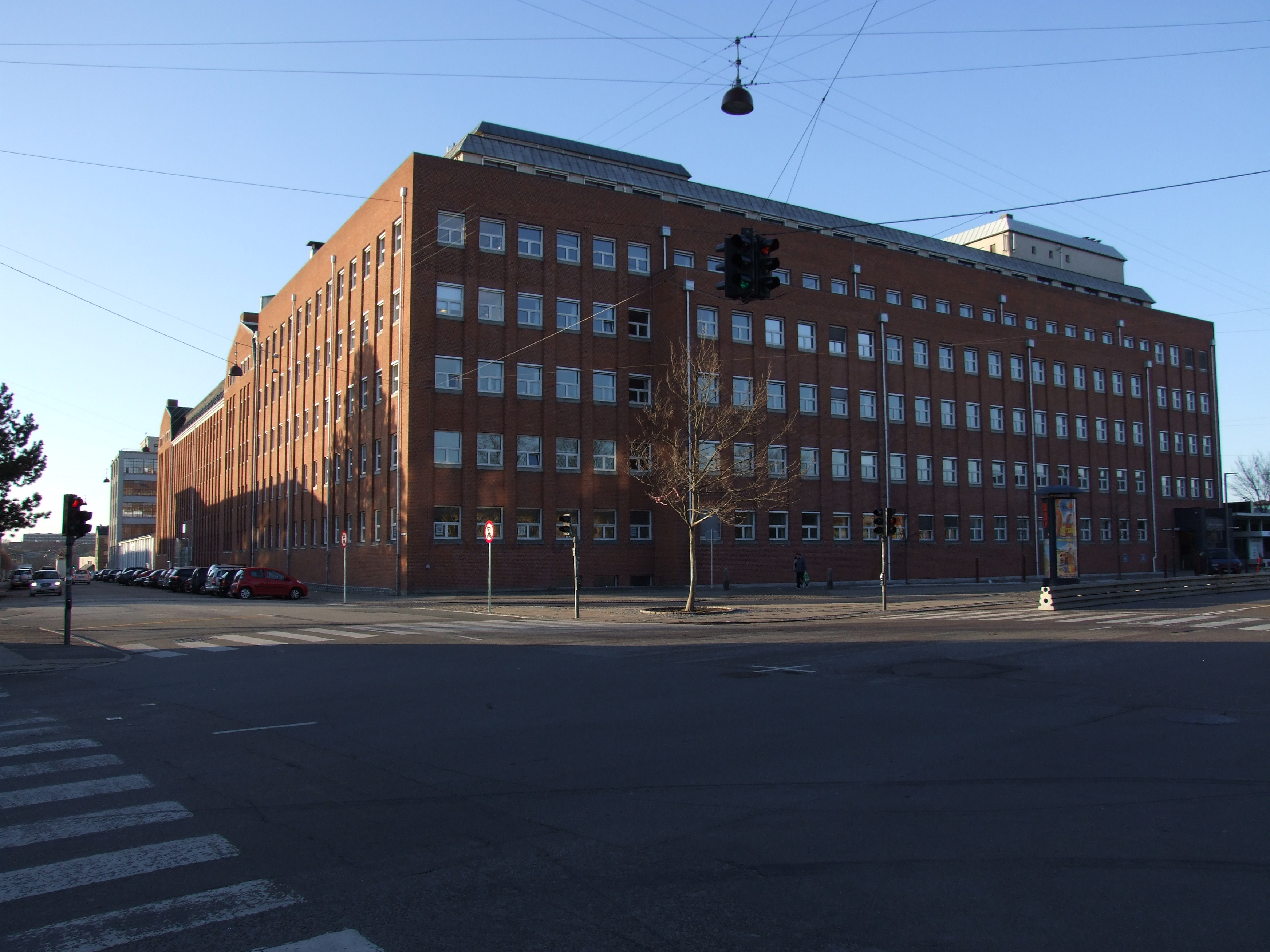
المقر الرئيسي لوزارة البيئة

وزارة البيئة (بالدنماركية: Miljøministeriet) ومقرها في كوبنهاغن، هي المسؤولة عن جميع القضايا البيئية تقريبًا في البلاد.
تأسست هذه الوزارة عام 1971 تحت مسمى وزارة مكافحة التلوث، ثم تغير اسمها إلى وزارة البيئة الحالية عام 1973. ومع ذلك، في الفترة من 1994 إلى 2005، عندما اندمجت مع وزارة الطاقة، أصبحت تعرف باسم وزارة البيئة والطاقة. وفي عام 2005، تم فصل وزارة الطاقة مرة أخرى وعادت الوزارة إلى اسمها القديم.